# NGC 776
NGC 776 je galaksija u zviježđu Ovan.

## Vanjske poveznice
- SEDS: NGC 776